# Geniza
Geniza (גניזה z hebrejského גנז, ganaz, uložit) je v judaismu náboženská povinnost uchovat veškeré texty obsahující jedno z Božích jmen. Stejným slovem se označuje i místo, na kterém jsou takové texty uschovávány.
Zákaz zničit nebo způsobit smazání jakéhokoli dokumentu, ve kterém se objevuje boží jméno, formuluje Rambam takto:
| „                                         | Každý, kdo zničí [některé] jméno ze svatých a čistých jmen, kterými je nazýván Svatý, budiž požehnán, je trestán ranami podle Tóry; jako je řečeno o modloslužbě: „A vyhladíte jejich jméno ... Neučiníte tak Hospodinu, vašemu Bohu.“ (Dt 12, 3–4 (Kral, ČEP)) | “ |
| — Mišne Tora, Hilchot jesodej ha-Tora 6:1 | |   |

Do genizy se odkládají zejména liturgické předměty (sidury, Tanachy, letáky s kázáním, tfilin, mezuzy a jiné svaté texty) pokud jsou poškozené nebo dosloužily; skrze jejich účel na nich ulpívá určitá míra svatosti a bylo by neuctivé vyhazovat je s ostatním odpadem.
Kontejnery pro sběr předmětů určených do genizy lze najít v synagogách a jiných centrech náboženského života. Jejich obsah se jednou za čas pohřbívá ve zvláštní sekci židovského hřbitova. V dřívějších dobách se obsah genizy ukládal také pod základní kameny synagogy nebo na vyhrazenou půdu.
Díky zvyku ukládání doslouživších textů do genizy byly v poslední době objeveny ve starých genizách četné historické dokumenty, včetně rukopisů a starých knih. V této souvislosti proslula zejména káhirská geniza.
K největší české dochované genize patří ta  z půdy synagogy v Luži. Do sbírek Židovského muzea v Praze bylo z geniz vybráno na 3000 předmětů. 